# アルジェのイタリア女
『アルジェのイタリア女』（伊:L'italiana in Algeri）は、ジョアキーノ・ロッシーニが作曲した2幕からなるオペラ（またはドラマ・ジョコーソ）である。序曲は演奏会で演奏される有名な楽曲である。

## 作曲の経緯

### 作曲と完成まで
1813年の4月の末頃に、サン・ベネデット劇場で上演が予定されていた作曲家カルロ・コッチャ（Carlo Coccia）の新作オペラの完成が間に合わないという事態が発生し、興行主のジョヴァンニ・ガッロはこの事態を回避するために、急遽代役として当時21歳のロッシーニに新作を依頼する。ロッシーニは依頼を承諾し、4月の末（おそらく4月25日と考えられる）頃に着手し、わずか27日間で書き上げ、5月22日の初演まで無事に間に合わせたという。ただし具体的な依頼を受けた日時、及び作曲の着手をいつ行ったかについては不明である。
なおロッシーニが使用した台本（リブレット）は本来1808年にミラノのスカラ座における上演のためにルイージ・モスカ（Luigi Mosca）が作曲した同一のものである。このオペラは8月16日にスカラ座で上演され、人気を博している。

### 初演
1813年の5月22日にヴェネツィアのサン・ベネデット劇場で、ロッシーニ自身の指揮によって行われ、熱狂的な大成功を収める。初演はイタリアの各地で大評判となり、後にドイツのミュンヘンとフランスのパリで上演がなされているが、ドイツとフランスでロッシーニのオペラが上演されるのは『アルジェのイタリア女』が初であった。
その後、1830年までヨーロッパとアメリカで頻繁に上演され、一時期ロッシーニの人気が低落した時期でも演目から外れることがなかった程である。

## 台本（リブレット）
アンジェロ・アネッリがルイージ・モスカ（作曲家）の同名のオペラのために書いた台本と、『偉大なソリーマン2世の美しい女奴隷ロクセラーナ』という伝説に基づいて書いたもの。

## 楽器編成
- 木管楽器:フルート2、オーボエ2、クラリネット2、ファゴット2
- 金管楽器:トランペット2、ホルン2、トロンボーン1
- 打楽器:ティンパニ
- その他:弦5部

## 登場人物
| 人物名       | 声域           | 役                               | 初演時のキャスト (1813年5月22日)                               |
| ------------ | -------------- | -------------------------------- | -------------------------------------------------------------- |
| イザベッラ   | コントラルト   | イタリアの女性                   | マリエッタ・マルコリーニ (Marietta Marcolini)                  |
| リンドーロ   | テノール       | イタリアの青年、ムスタファの奴隷 | セラフィーノ・ジェンティーリ (Serafino Gentili)                |
| タッデオ     | バス           | イザベッラと同船の旅客           | パオロ・ロジク (Paolo Rosich)                                  |
| ムスタファ   | バス           | アルジェの総督                   | フィリッポ・ガッリ (Filippo Galli)                             |
| エルヴィーラ | ソプラノ       | ムスタファの妻                   | ルットガルト・アンニバルディ (Luttgard Annibaldi)              |
| ズルマ       | メゾ・ソプラノ | 奴隷、エルヴィーラの腹心         | アンヌンツィアータ・ベルニ・チェッリ (Annunziata Berni Chelli) |
| ハリ         | バス           | アルジェの海賊の首領             | ジュゼッペ・スピリート (Giuseppe Spirito)                      |

その他（合唱）:ハーレムの神官たち、アルジェの海賊たち、イタリア人の奴隷たち、パッパターチたち

## あらすじ
時と場所:1805年頃のアルジェ

### 序曲（シンフォニア）
序曲（アンダンテ、ハ長調、4分の3拍子）は弦楽によるピアニッシモのピッツィカートで始まる序奏部は、主部に続くアレグロが展開部が簡略化されたソナタ形式によって書かれて、明るく躍動感に富んでいる。演奏時間は約8分。

## 録音
| 指揮者                     | 管弦楽団・合唱団                                            | 配役 | 録音年 | レーベル   | 備考                                             |
| -------------------------- | ----------------------------------------------------------- | --- | ------ | ---------- | ------------------------------------------------ |
| カルロ・マリア・ジュリーニ | ミラノ・スカラ座管弦楽団、合唱団                            | グラツィエラ・シュッティ ジュリエッタ・シミオナート チェーザレ・ヴァレッティ マリオ・ペトリ、他                                                                    | 1954   | EMI        | モノラル録音                                     |
| シルヴィオ・ヴァルヴィーゾ | フィレンツェ五月音楽祭管弦楽団、合唱団                      | ジュリアーナ・タヴォラッチーニ テレサ・ベルガンサ ミティ・トゥルッカート・パーチェ ルイジ・アルヴァ ロランド・パネライ パオロ・モンタルソロ フェルナンド・コレーナ | 1963   | デッカ     |                                                  |
| ガリー・ベルティーニ       | シュターツカペレ・ドレスデン                                | ルチア・ヴァレンティーニ＝テッラーニ ウーゴ・ベネッリ セスト・ブルスカンティーニ エンツォ・ダラ                                                                    | 1978   | アルトゥス |                                                  |
| クラウディオ・アバド       | ウィーン・フィルハーモニー管弦楽団 ウィーン国立歌劇場合唱団 | パトリシア・パーチェ アンナ・ゴンダ アグネス・バルツァ フランク・ロパード ルッジェーロ・ライモンディ アレッサンドロ・コルベッリ エンツォ・ダーラ                   | 1987   | DG         |                                                  |
| アルベルト・ゼッダ         | クルージ・トランシルヴァニア・フィルハーモニック合唱団      | ルース・ゴンザレス エルザ・ジャヌリドウ マリアンナ・ピッツォラート ローレンス・ブラウンリー ロレンツォ・レガッツォ ブルーノ・デ・シモーネ ジュリオ・マストランニオ | 2008   | NAXOS      | バート・ヴィルトバート・ロッシーニ音楽祭での録音 |